# Gare de Merkholtz
La gare de Merkholtz est une gare ferroviaire luxembourgeoise de la ligne 1b de Kautenbach à Witz, située à Merkholtz sur le territoire de la commune de Kiischpelt, dans le canton de Wiltz.
C'est une halte ferroviaire de la Société nationale des chemins de fer luxembourgeois (CFL).

## Situation ferroviaire
Établie à 286 mètres d'altitude, la gare de Merkholtz est située au point kilométrique (PK) 4,482 de la ligne 1b de Kautenbach à Wiltz, entre les gares de Kautenbach et Paradiso.

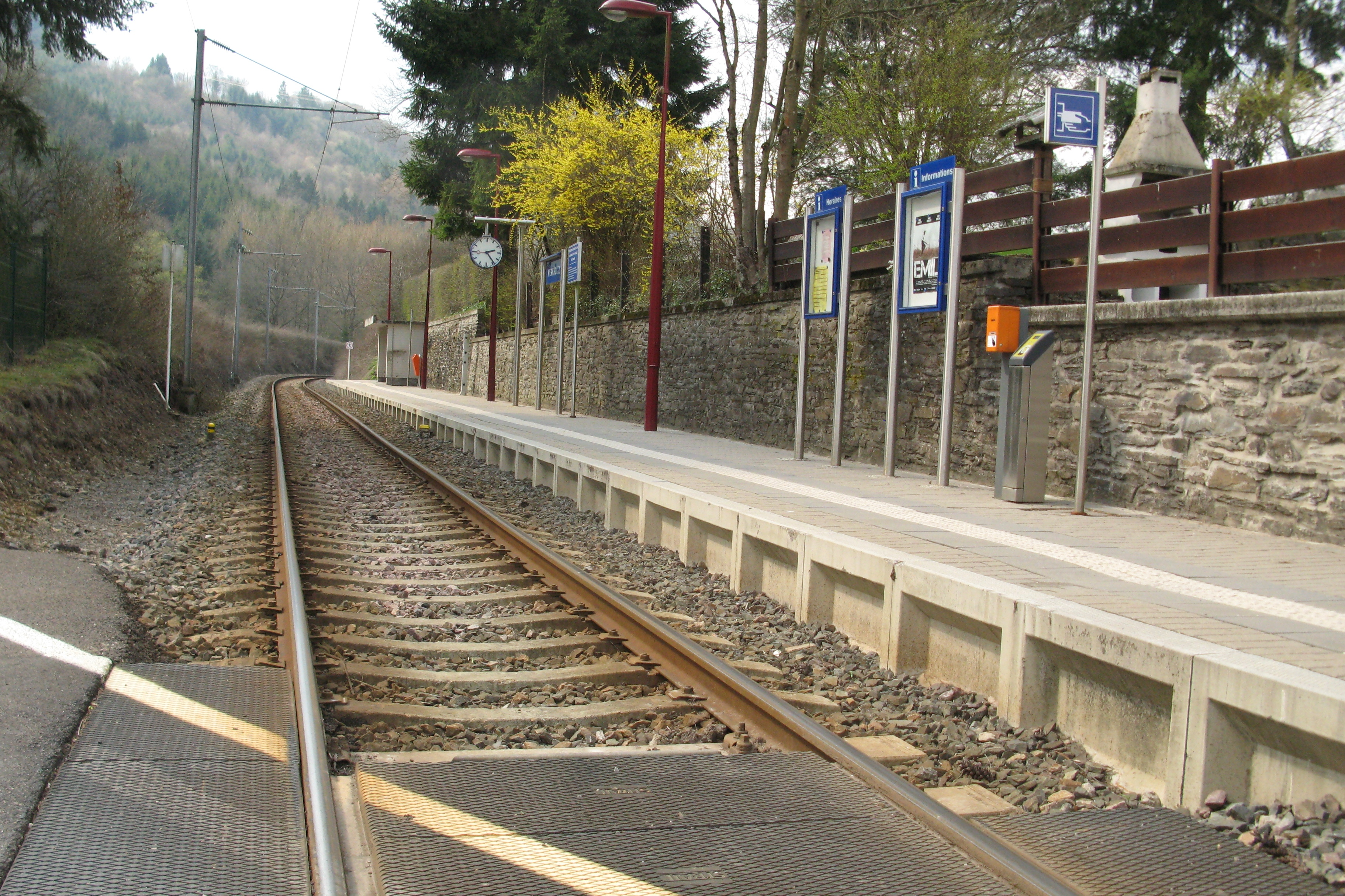
La voie et le quai de la halte ferroviaire.

## Histoire
La station de Merkholtz est mise en service par la Société anonyme luxembourgeoise des chemins de fer et minières Prince-Henri, lors de l'ouverture à l'exploitation de la section de Kautenbach à Wiltz le 1er juin 1881.
En 2004, la halte est rénovée lors des travaux de rénovation de la voie ferrée.

## Service des voyageurs

### Accueil
Halte CFL, c'est un point d'arrêt non géré (PANG) à accès libre. Arrêt facultatif, il faut faire signe en levant la main si l'on est sur le quai et prévenir le personnel si l'on est dans le train. La halte est équipée d'un abri et dispose d'un automate pour l'achat de titres de transport.

### Dessertes
Merkholtz est desservie par des trains Regional-Express (RE) et Regionalbunn (RB) de la ligne Kautenbach - Wiltz,.

### Intermodalité
Un parking pour les véhicules (4 places) y est aménagé. La gare n'est pas desservie par les bus du Régime général des transports routiers contrairement au village de Merkholtz qui est situé à deux kilomètres par la route.